# Rete mirabile

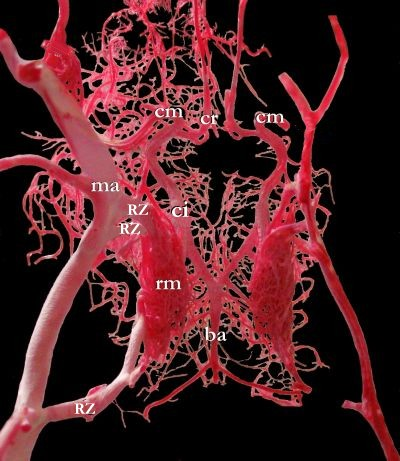
Rete mirabile (RM).

La rete mirabile è una rete di capillari sanguigni interposta tra due tronchi arteriosi (rete mirabile arteriosa) o tra due tronchi venosi (rete mirabile venosa). La rete dipende dal flusso sanguigno controcorrente (il sangue scorre all'interno di vasi paralleli della rete in direzioni opposte) e scambia calore, ioni e gas tra le pareti dei vasi sanguigni. In questo modo si mantiene un gradiente di temperatura o di concentrazione dei gas o dei soluti tra i flussi sanguigni arteriosi e venosi.

## Efficacia
L'efficacia delle reti è determinata principalmente da quanto velocemente vengono scambiati calore, ioni o gas. Inoltre, per una data lunghezza, l'efficacia della rete decresce andando dagli scambi di calore e gas, ai piccoli ioni e alle altre sostanze.

## Rete mirabile arteriosa
In alcuni pesci, la rete mirabile riempie la vescica natatoria di ossigeno, usando un sistema controcorrente in cui le variazioni dei valori di pH fanno sì che l'ossigeno si liberi dal legame con l'emoglobina. Nei tonni (Thunnus sp.) le reti mirabili funzionano come scambiatori di calore per permettere a questi pesci di mantenere la temperatura corporea superiore a quella dell'ambiente esterno.
Negli uccelli palmipedi, una rete mirabile presente nelle zampe e nei piedi trasferisce calore dal sangue arterioso che entra in queste zone, più caldo, a quello venoso che ve ne esce, più freddo. In questo modo la temperatura delle zampe è sempre molto vicina a quella dell'ambiente esterno e viene ridotta la perdita di calore.
Un sistema simile è presente anche nel collo dei cani per proteggere il cervello dal surriscaldamento; nei testicoli di alcuni mammiferi, che funzionano meglio a temperature basse; nei pinguini, in cui le reti mirabili sono presenti nei piedi, sulle ali e sui passaggi nasali, per evitare l'eccessiva perdita di calore dovuta agli ambienti molto freddi in cui vivono; nei cetacei, in cui si trovano nelle pinne pettorali, nella pinna dorsale e nei lobi della pinna caudale, per la dispersione del calore in eccesso.
Nelle giraffe (genere Giraffa) è presente una rete mirabile nel collo che serve ad equilibrare la pressione del sangue quando l'animale si piega per bere.
Nei mammiferi una rete mirabile si trova anche nelle arteriole efferenti dei glomeruli iuxtamidollari dei reni, dove svolge un importante ruolo nel mantenimento dell'ipertonicità della zona midollare più interna. Ciò rende possibile la formazione di un'urina concentrata e la conservazione dell'acqua corporea.

## Rete mirabile venosa
Da non confondere con il sistema portale, cioè un sistema di vene interposto fra due reti capillari; la rete mirabile è quindi composta dai capillari interposti alle due vene, i quali raccolgono il sangue dalle vene portali e lo trasportano al circolo venoso diretto al cuore.